# Лукавица (Источно-Сараево)
Лукавица (босн. Lukavica, серб. Лукавица / Lukavica, хорв. Lukavica) — город в Республике Сербской в составе Боснии и Герцеговины. Центр (ядро) общины Источно-Ново-Сараево (Восточное Ново-Сараево) в Граде Источно-Сараево (Восточном Сараево) в одноимённом регионе Источно-Сараево.
Расположен в восточной части довоенной общины Ново-Сараево в самом довоенном Сараево.

## Население
Численность населения города по переписи 2013 года составляет 8557 человек, общины Источно-Ново-Сараево — 11477 человек. Город является самой населённой частью довоенного Сараево в составе общины Источно-Ново-Сараево Республики Сербской.
Этнический состав населения города Лукавица по переписи 1991 года:
- Сербы — 1.353 (73,2%)
- Боснийские мусульмане — 370 (20,02%)
- Хорваты — 19 (1,02%)
- Югославы — 47 (2,54%)
- Другие — 59 (3,19%)
- Всего — 1.848